# 엔토쿠
엔토쿠(延徳, えんとく)는 일본의 연호(元号) 중 하나이다.
- 전후 : 조쿄(長享) 이후 - 메이오(明応) 이전.
- 시기 : 1489년 ~ 1491년
- 천황 : 고쓰치미카도 천황
- 쇼군 : 무로마치 막부의 아시카가 요시히사, 요시타네

## 개원(改元)
- 조쿄 3년 8월 21일(율리우스력 1489년 9월 16일), 개원.
- 엔토쿠 4년 7월 19일(율리우스력 1492년 8월 12일), 메이오로 개원된다.

## 출전
『맹자(孟子)』의 「開延道徳」.

## 엔토쿠 시기에 일어난 일
- 원년
  - 2월 23일 : 긴카쿠지(銀閣寺)의 상량식.
  - 11월 : 기사이치 성에서 모리 지로가 전사. 와카사오니가 성으로 도망친 야베 사다토시, 야마나 마사자네들도 자살했다. (모리 지로의 난)

## 서력과의 대조표
| 엔토쿠 | 원년   | 2년    | 3년    | 4년    |
| ------ | ------ | ------ | ------ | ------ |
| 서력   | 1489년 | 1490년 | 1491년 | 1492년 |
| 간지   | 기유   | 경술   | 신해   | 임자   |

## 같이 보기
- 일본의 연호 일람

| 이전 조쿄 | 일본의 연호 1489년 ~ 1492년 | 다음 메이오 |